# BOE Technology Group
Die BOE Technology Group Co. (ursprünglich ausgeschriebener Name: Beijing Oriental Electronics Group) ist ein chinesischer Hersteller von elektronischen Komponenten, der im April 1993 gegründet wurde und seinen Sitz in Peking hat. Ihre Hauptgeschäftsfelder sind Schnittstellengeräte, intelligente IoT-Systeme sowie die technische Integration von Komponenten. BOE ist einer der weltweit größten Hersteller von LCDs, OLEDs und flexiblen Displays.
In BOE Technology ging die Anfang der 1950er Jahre gegründete Beijing Eelectron Tube Factory (Fabrik 774) auf, die als Geburtsstätte der chinesischen Halbleiterindustrie gilt.